# Platycerus dundai
Platycerus dundai là một loài bọ cánh cứng trong họ Lucanidae. Loài này được Imura & Bartolozzi mô tả khoa học năm 1994.